# تمپا بی لایتنینگ
تِمپا بـِی لایتنینگ یا صاعقهٔ تِمپا بـِی (در انگلیسی: Tampa Bay Lightning) نام یک تیم حرفه‌ای هاکی روی یخ از شهر تمپا در ایالت فلوریدای آمریکا است. این تیم در شهر تمپا مستقر است و اعضاء آن در لیگ ملی هاکی (NHL)، یعنی لیگ بزرگ و سراسری هاکی روی یخ آمریکای شمالی شرکت می‌کنند.